# Otozó Jamada
Otozó Jamada (japonsky 山田 乙三, Jamada Otozó, 6. listopadu 1881 – 18. července 1965) byl generál Japonské císařské armády v období druhé světové války, v posledních letech války také velvyslanec v Mandžukuu a velitel Kuantungské armády.

## Životopis
Otozo Jamada se narodil 6. listopadu 1881 v Prefektuře Nagano na ostrově Honšú. Roku 1903 vstoupil do Císařské vojenské akademie, kterou dostudoval roku 1912.
Začínal jako důstojník jezdectva. Roku 1925 byl povýšen na poručíka 25. jezdeckého regimentu, o rok později se stal velitelem japonských vojsk v Koreji (Čosenu).
Roku 1937 začala Druhá čínsko-japonská válka a Jamada byl jmenován velitelem 12. divize Japonské armády, dislokované v Mančukuu. Roku 1938 se na krátký čas stal velitelem 3. armády dislokované u sovětských hranic, potom velel Japonskému expedičnímu sboru ve střední Číně.
Na generála byl povýšen roku 1940, poté působil v císařském generálním štábu v Japonsku. Roku 1944 se vrátil do Mandžuska, kde velel Kuantungské armádě, která se vzdala sovětům 8. srpna 1945. O den později byl sám zajat Rudou armádou, během Chabarovského procesu roku 1949 byl za válečné zločiny odsouzen k 25 letům vězení a umístěn v táboře č. 48 v Černcích. V červenci 1950 požádala čínská vláda o vydání Jamady a dalších japonských vojáků k soudu za zločiny, kterých se dopustili na čínském území. Jamada přiznal odpovědnost za zločiny, které se udály pod jeho velením a příštích více než pět let strávil ve vězení ve městě Fu-chun. Roku 1956 byl omilostněn, repatriován do Japonska, kde roku 1965 zemřel.